# Талицы (Пушкинский район)
Талицы — деревня в Пушкинском районе Московской области России, входит в состав городского поселения Софрино. Население — 307 чел. (2010).

## География
Расположена на севере Московской области, в северной части Пушкинского района, на Старом Ярославском шоссе, примерно в 14 км к северо-востоку от центра города Пушкино и 30 км от Московской кольцевой автодороги, на реке Талице и её правом безымянном притоке (бассейн Клязьмы).
В 0,7 км к востоку — Ярославское шоссе М8, в 1,5 км к юго-западу — Московское малое кольцо А107, в 3 км к западу — линия Ярославского направления Московской железной дороги, в 2 км к северу — её ветка Софрино — Красноармейск.
В деревне три улицы — 1-го бетонного кольца 29 Километр, автодорога А-107 ММК 1 Километр и Совхозная, приписано 4 садоводческих товарищества. Ближайшие сельские населённые пункты — деревни Григорково, Могильцы и Щеглово.

## Транспорт
- 33 (ст. Софрино — Пос. Заречный — ст. Сергиев Посад )
- 34 (ст. Софрино — пл. Ашукинская — Воздвиженское — Мураново — Луговая)[4].

## Население
| 1859 | 1890 | 1899 | 1926 | 2002 | 2006 | 2010 |
| ---- | ---- | ---- | ---- | ---- | ---- | ---- |
| 322  | ↘175 | ↗204 | ↗256 | ↘202 | ↗236 | ↗307 |

## История
В «Списке населённых мест» 1862 года — казённая деревня 1-го стана Дмитровского уезда Московской губернии на Московско-Ярославском шоссе, в 46 верстах от уездного города и 22 верстах от становой квартиры, при речке Малой Талице, с 42 дворами и 322 жителями (188 мужчин, 134 женщины), вблизи деревни — каменные пещеры.
По данным на 1890 год — деревня Морозовской волости Дмитровского уезда, при Талицкой станции находился кирпичный завод, на котором трудилось 250 рабочих, в 1899 году — деревня Богословской волости Дмитровского уезда с 204 жителями и квартирой полицейского урядника.
В 1913 году — 33 двора, квартира урядника, казённая винная лавка, имение Аигина и кирпичный завод Волковой.
По материалам Всесоюзной переписи населения 1926 года — центр Талицкого сельсовета Софринской волости Сергиевского уезда Московской губернии на Ярославском шоссе, в 3,2 км от станции Софрино Северной железной дороги, проживало 256 жителей (132 мужчины, 124 женщины), насчитывалось 50 хозяйств, из которых 41 крестьянское.
С 1929 года — населённый пункт в составе Пушкинского района Московского округа Московской области. Постановлением ЦИК и СНК от 23 июля 1930 года округа как административно-территориальные единицы были ликвидированы.
Административная принадлежность
1929—1954, 1962—1963, 1965—1994 гг. — центр Талицкого сельсовета Пушкинского района.
1954—1957 гг. — деревня Клинниковского сельсовета Пушкинского района.
1957—1959 гг. — деревня Клинниковского сельсовета Мытищинского района.
1959—1960 гг. — центр Талицкого сельсовета Мытищинского района.
1960—1962 гг. — центр Талицкого сельсовета Калининградского района.
1963—1965 гг. — центр Талицкого сельсовета Мытищинского укрупнённого сельского района.
1994—2006 гг. — центр Талицкого сельского округа Пушкинского района.
С 2006 года — деревня городского поселения Софрино Пушкинского муниципального района Московской области.

## Достопримечательности

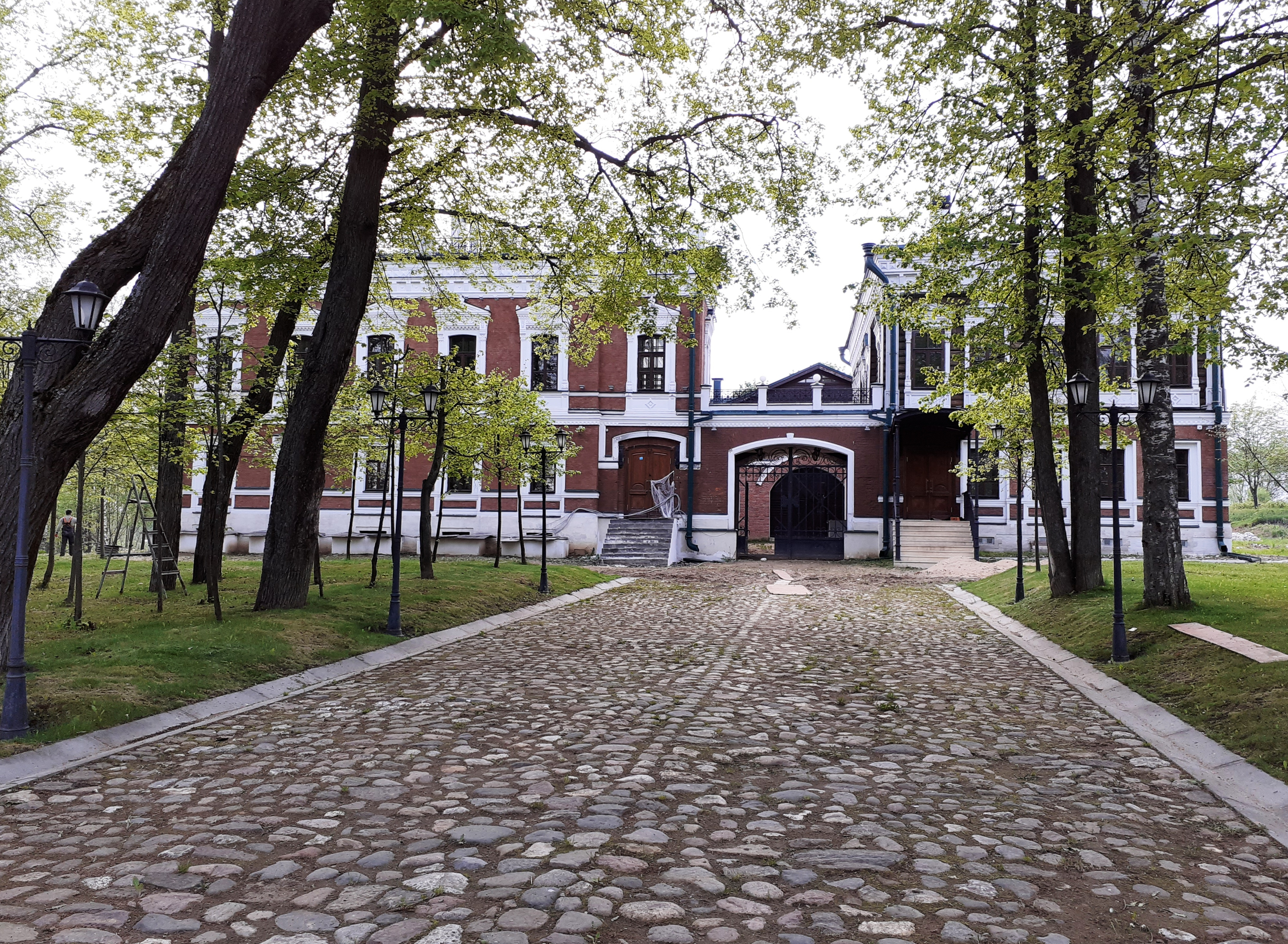
Главный дом усадьбы «Талицы»

- Церковь Новомучеников и Исповедников Российских на Махрищском подворье в Талицах 1865—1867 гг. постройки[19].
- Церковь Владимира равноапостольного в Талицах 2003—2012 гг. постройки[20].
- Церковь Димитрия Солунского на Махрищском подворье в Талицах (пещерная)[21].
- Церковь Рождества Пресвятой Богородицы на Махрищском подворье в Талицах[22].
- Усадьба «Талицы» купца В. И. Аигина, включающая главный дом, конюшни, кузницу и парк. Является памятником архитектуры регионального значения[23].
- Памятник «Солдат» воинам, погибшим в годы Великой Отечественной войны[24].